# Йошкар-Памаш (Сернурський район)
Йошка́р-Пама́ш (рос. Йошкар Памаш, марій. Йошкар Памаш) — присілок у складі Сернурського району Марій Ел, Росія. Входить до складу Марісолинського сільського поселення.

## Населення
Населення — 197 осіб (2010; 186 у 2002).
Національний склад (станом на 2002 рік):
- марі — 98 %